# ضد گرانش (آلبوم کیث اربن)
«ضد گرانش» آلبومی از کیث اربن است که در  ۳۱ مارس ۲۰۰۹ منتشر شد.